# Femi Oke
Femi Oke (30 juin 1966) est une présentatrice de télévision et journaliste britannique.

## Biographie

### Jeunesse
Femi Oke naît à Londres, en Angleterre, de parents nigérians de l'ethnie Yoruba. Elle est diplômée de l'université de Birmingham, où elle a obtenu une licence en littérature et langue anglaises.

### Carrière
Femi Oke commence sa carrière à l'âge de 14 ans en travaillant comme reporter junior pour la première station de radio parlée du Royaume-Uni, London Broadcasting Company (en). En 1992 et 1993, elle travaille pour une station câblée appelée Wire TV. Elle y présente plusieurs émissions, dont la très populaire Soap on the Wire diffusée le samedi après-midi, avec Chris Stacey, spécialiste des feuilletons. Au début des années 1990, elle présente le programme éducatif scientifique phare de la BBC, Science in Action, et est également présentatrice de Top of the Pops. Elle a également travaillé pour London Weekend Television (1995-1999), Men & Motors (en) (1998-1999) et Carlton Television (1994-1995).